# Phyllanthus delagoensis
Phyllanthus delagoensis är en emblikaväxtart som beskrevs av John Hutchinson. Phyllanthus delagoensis ingår i släktet Phyllanthus och familjen emblikaväxter. Inga underarter finns listade i Catalogue of Life.